# 布爾幹河雅羅魚
布爾幹河雅羅魚（學名：Leuciscus dzungaricus）為輻鰭魚綱鯉形目雅羅魚科的其中一種，分布於亞洲蒙古布爾幹河流域，棲息在河川底中層水域，特徵、生活習性不明。